# Frederick Lygon, 6. hrabě Beauchamp
Frederick Lygon, 6. hrabě Beauchamp (Frederick Lygon, 6th Earl Beauchamp, 6th Viscount Elmsley, 6th Baron Beauchamp) (10. listopadu 1830, Madresfield Court, Anglie – 19. února 1891, Madresfield Court, Anglie) byl britský politik, člen Konzervativní strany. Od roku 1866 byl členem Sněmovny lordů, později byl v různých funkcích členem několika konzervativních vlád.

## Životopis
Pocházel ze staré šlechtické rodiny Lygonů, která od roku 1815 užívala titul hraběte Beauchampa. Narodil se jako mladší syn generála Henryho Lygona, 4. hraběte Beauchampa (1784–1863), po matce byl potomkem rodu Eliotů. Studoval v Etonu a Oxfordu, v letech 1857–1866 byl poslancem Dolní sněmovny za Konzervativní stranu, ve vládě krátce zastával úřad civilního lorda admirality (1859). Po starším bratrovi Henrym (1829–1866) zdědil rodové tituly a vstoupil do Sněmovny lordů, v roce 1870 obdržel čestný doktorát v Oxfordu. V Disraeliho vládě zastával funkci lorda nejvyššího komořího (1874–1880), od roku 1874 byl zároveň členem Tajné rady a od roku 1876 do smrti byl lordem místodržitelem v hrabství Worcestershire, kde vlastnil statky. V dalších konzervativních vládách byl generálním intendantem armády (1885–1886 a 1886–1887), kromě toho se v rámci vládních výborů zabýval sociální a církevní problematikou. Zemřel náhle na infarkt během večeře na svém sídle Madresfield Court.
Byl dvakrát ženatý, jeho první manželkou byla Mary Stanhope (1844–1876), dcera 5. hraběte Stanhope, podruhé se oženil s Emily Pierrepont (1853–1935), dcerou 3. hraběte z Manversu. Z obou manželství pocházelo devět dětí, dědicem titulů byl nejstarší syn William (1872–1938). Další syn Henry Lygon (1873–1900) padl v búrské válce, dcera Mary (1874–1957) byla dvorní dámou královny Mary a manželkou madraského guvernéra 2. barona Ampthilla, další dcera Maud (1882–1962) se provdala za významného státníka Samuela Hoare.